# تام بریس
تام بریس (انگلیسی: Tom Brice؛ زادهٔ ۲۴ اوت ۱۹۸۱) بازیکن بیس‌بال اهل استرالیا است.
وی در مسابقات کشوری و بین‌المللی در مجموع برندهٔ ۱ مدال نقره شده‌است.